# Stephan Barcha
Stephan de Freitas Barcha (Río de Janeiro, 27 de octubre de 1989) es un jinete brasileño que compite en la modalidad de salto ecuestre. Ganó dos medallas en los Juegos Panamericanos de 2023, oro en individual y bronce por equipos.

## Palmarés internacional
| Juegos Panamericanos | Juegos Panamericanos | Juegos Panamericanos | Juegos Panamericanos |
| Año                  | Lugar                | Medalla              | Categoría            |
| -------------------- | -------------------- | -------------------- | -------------------- |
| 2023                 | Santiago (Chile)     | Medalla de oro       | Individual           |
| 2023                 | Santiago (Chile)     | Medalla de bronce    | Por equipos          |